# Fallen Heroes
Fallen Heroes è il primo EP del supergruppo thrash metal statunitense Metal Allegiance pubblicato nel 2016 dall’etichetta Nuclear Blast.
È un tributo a tre icone del mondo rock (Lemmy Kilmister, fondatore, cantante e bassista dei Motörhead, Glenn Frey, fondatore, cantante e chitarrista degli Eagles, e David Bowie) decedute tra il 2015 e il 2016.

## Tracce
1. Iron Fist (cover dei Motörhead) – 3:12
2. Suffragette City (cover di David Bowie) – 3:25
3. Life In The Fast Lane (cover degli Eagles) – 4:48

## Formazione
- David Ellefson - basso
- Mark Menghi - produzione, basso
- Alex Skolnick - chitarra ritmica e solista, produzione
- Mike Portnoy - batteria

### Ospiti
- Troy Sanders (voce nel brano Iron Fist)
- Mark Osegueda (voce nel brano Suffragette City)
- Alissa White-Gluz (voce nel brano Life In The Fast Lane)